# Niestabilność według Harroda
Niestabilność według Harroda – jest to twierdzenie o braku możliwości zapewnienia przez gospodarkę rynkową dynamicznie stabilnych warunków równowagi podaży i popytu.
Przykład: gdy wszystkie przedsiębiorstwa oczekują wzrostu popytu według stopy wymaganej (czyli takiej stopy wzrostu inwestycji, która będzie utrzymywała równowagę na rynku towarów) i przedsiębiorstwa te inwestują, aby ów popyt zaspokoić, to ich oczekiwania spełnią się. Jednak jeśli oczekują, że popyt wzrośnie szybciej, niż stopa wymagana, to rzeczywista stopa wzrostu będzie większa, niż oczekiwana i powstanie nadwyżka popytu. Natomiast jeśli oczekiwania przedsiębiorstw są pesymistyczne, to rzeczywista stopa wzrostu będzie mniejsza od stopy oczekiwanej i powstanie nadwyżka podaży.
Twórcą tej teorii był angielski ekonomista Sir Roy Forbes Harrod, współautor modelu Harroda-Domara.